# Pearl Palmason
Gudrun Pearl Palmason (auch: Pearl Gundrun Palmason; Guðrún Pearl Pálmason; * 2. Oktober 1915 in Winnipeg; † 17. Februar 2006 in Toronto) war eine kanadische Geigerin isländischer Abstammung.
Die Tochter isländischer Einwanderer hatte den ersten Violinunterricht bei ihrer älteren Schwester Palmi Palmason. Sie studierte dann am Toronto Conservatory of Music sowie bei Carl Flesch in London und Demetrius Constantine Dounis in New York und wurde Mitglied, später Konzertmeisterin des Toronto Symphony Orchestra. Mit diesem und dem  Hart House Orchestra unternahm sie auch internationale Tourneen.
Ihr Debüt als Solistin hatte Palmason 1947 in der  Town Hall von Toronto. Sie gründete auch ein eigenes Streichquartett, das The Perla Quartet. 1981 schied sie aus dem Toronto Symphony Orchestra aus, spielte aber weiter in der Toronto Opera Company und wurde Konzertmeisterin des Oakville Symphony Orchestra. Sie war bis wenige Monate vor ihrem Tod als Geigerin aktiv. Christopher Valley Ban drehte 2001 den Dokumentarfilm Pearl – A Passion for the Fiddle über sie, der im Bravo TV Channel gezeigt wurde. Palmason spielte zunächst eine Geige aus dem Besitz des russischen Geigers Alexander Chuhaldin, später eine Violine von 1747 aus der Werkstatt von Gennaro Gagliano. Diese wird seit ihrem Tod als 1747 Palmason Januarius Gagliano violin an begabte junge Musiker verliehen.